# SOLAS
Pour les articles homonymes, voir Solas (homonymie).

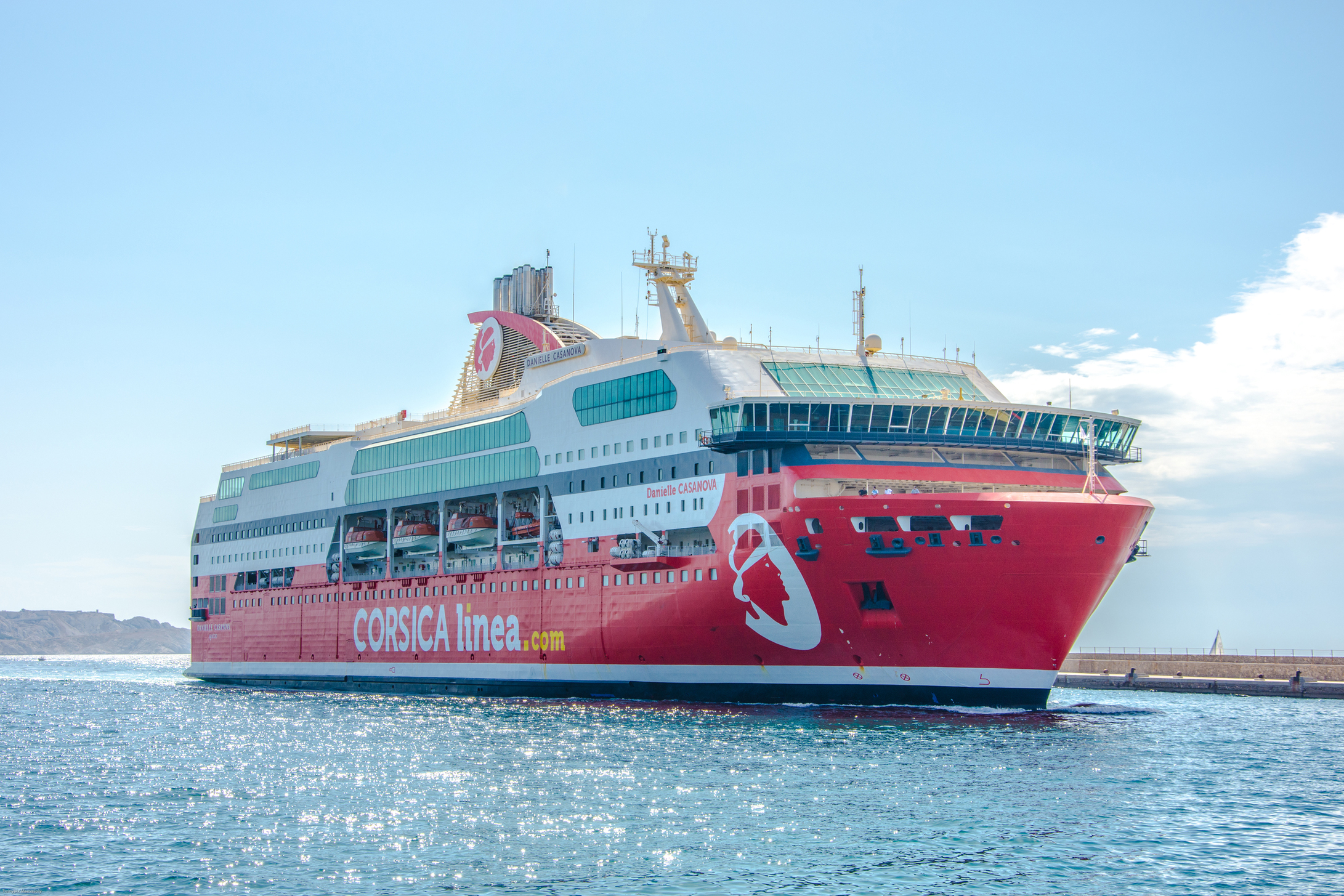
Le navire à passagers "Danielle Casanova".

La safety of life at sea (« sauvegarde de la vie humaine en mer ») abrégée en SOLAS est une convention internationale qui fait référence, par son sigle anglais, au traité international adopté en 1974 visant à définir diverses normes relatives à la sécurité, la sûreté et l'exploitation des navires. Cette convention s'applique en grande partie aux navires de passagers mais aussi aux cargos de jauge brute supérieure ou égale à 500 UMS qui effectuent des voyages en eaux internationales. La SOLAS est le traité le plus important concernant la sécurité et la sûreté des navires marchands.

## Histoire
C'est le naufrage du Titanic en 1912 qui a donné naissance à la Convention SOLAS. En effet, la première SOLAS est adoptée en 1914, treize pays y ont assisté, elle a été organisée par le Royaume-Uni. Le but de cette conférence était de mettre sur papier un certain nombre d'exigences concernant la sécurité de navigation pour les navires marchands, la mise en place de cloisons étanches et résistantes au feu, la lutte contre les incendies à bord des navires marchands et les équipements de sauvetage, ainsi qu'une réglementation sur la présence d'équipement de radiotélégraphie à bord des navires pouvant transporter plus de cinquante personnes. Malheureusement, seuls cinq pays ont pu ratifier ce traité à cause de l'arrivée de la Première Guerre mondiale.

Lors de la deuxième conférence en 1929, 18 pays étaient présents. Cette version de la SOLAS inclut une partie sur la construction des navires, améliore la lutte contre les incendies ainsi que les équipements de sauvetage et la télégraphie sans fil. Cette version inclut aussi une partie sur les aides à la navigation et améliore le Colreg (réglementation de prévention des collisions).

Pour la troisième convention en 1948, seules des améliorations technologiques sont apportées. Le contenu reste inchangé mais la SOLAS entre beaucoup plus dans les détails et couvre une plus grande partie des navires.

La quatrième convention SOLAS eut lieu en 1960 et constitue elle aussi une incroyable mise à jour compte tenu des nouveautés technologiques existantes. Ce fut la première grande épreuve de l'Organisation maritime internationale (OMI).

La cinquième et dernière SOLAS eut lieu en 1974 et rassemblait 71 pays. Pour la première fois, la convention fonctionne sur le principe d'accord tacite, c'est-à-dire qu'à la place d'entrer en vigueur après l'acceptation d'une majorité des membres, elle entre automatiquement en vigueur à une certaine date si un nombre convenu des membres n'a pas manifesté son désaccord à cette date. Cette dernière a été adoptée le 1er novembre 1974 au sein de l'Organisation Maritime Consultative Internationale devenue par la suite Organisation maritime internationale (OMI). La SOLAS 74 est entrée en vigueur le 25 mai 1980 et a été amendée de nombreuses fois par la suite. Et comme « le meilleur canot de sauvetage sera toujours le navire lui-même » et que l'évacuation doit être l'ultime solution, la convention « Solas 2010 », a donné naissance à un chapitre supplémentaire nommé Safe Return to Port autrement dit « Retourner Sauf au Port ». Cette règle ne s'applique qu'aux navires construits après 2010 et mesurant plus de 120 mètres. Le but est qu'après une avarie, le navire puisse rejoindre un port par ses propres moyens.

## Description
Le but de la SOLAS est de spécifier un certain nombre de normes standards minimales afin de garantir la sécurité et la sûreté des navires marchands et de leurs équipages. Ces normes doivent être maintenues et dictées par les gouvernements des pavillons des navires, c'est à eux qu'il appartient de vérifier si les navires voguant sous leurs pavillons respectent bien les normes SOLAS. Cela se fait au travers de certificats prévus par le SOLAS et qui prouvent de façon internationale que le navire est aux normes, ce qui est important car tout navire peut subir une inspection par un gouvernement qui n'est pas le sien s'il est clairement sur son territoire.
La convention SOLAS contient 14 chapitres :
- Chapitre I : Généralités

Cette partie concerne l'étude des différents navires et la liste des différents documents prouvant que le navire est aux normes.
- Chapitre II -1 : Construction - Compartimentage et stabilité, machine et installations électriques.

Cette partie contient les régulations à propos des cloisons étanches ainsi que des systèmes de bouchain, essentiellement pour les navires à passagers et les cargos. On y trouve aussi les exigences concernant les installations électriques qui interviennent dans la sécurité du navire, de son équipage et de ses passagers, et qui doivent rester opérationnels en toutes circonstances.
- Chapitre II -2 : Protection contre l'incendie, détection et extinction.

Dans cette partie sont énoncées les prévisions à prendre pour garantir la sécurité du navire en cas d'incendie à bord. Cela contient aussi la séparation du navire en plusieurs parties à l'aide de cloisons thermiques.
- Chapitre III  : Équipement de sauvetage obligatoire et Code LSA

Ce chapitre rend obligatoire, selon le type de navire, les équipements de sauvetage à bord, tel que les radeaux de survie, les bateaux de sauvetage, les gilets de sauvetage etc., conformément au Code LSA (Life-Saving Appliances)
- Chapitre IV : Radiocommunications

Ce chapitre relève les différents appareils de communication obligatoires à bord, visant là encore à augmenter les chances de survie après un naufrage. Il intègre le système mondial de détresse et de sécurité en mer. Il inclut les EPIRB et les SART.
- Chapitre V : Sécurité de  navigation

Cette partie relate les différents services de sécurité que les différents gouvernements membres doivent mettre en place et assurer, tels que les services de météorologie, de patrouille des glaces, de routage de navires ou encore les services de recherche et sauvetage. 
Cette partie donne aussi l'obligation aux commandants de navire de porter secours aux personnes en détresse.
Cette partie contient aussi l'obligation pour les navires à passagers et d'un certain tonnage, d'avoir un Système d'identification automatique (SIA ou plus connu sous son sigle anglais AIS), ainsi qu'une boîte noire à bord.
- Chapitre VI : Transport de marchandises

Cette partie concerne tout type de cargaison, excepté le transport de liquide et de gaz en vrac (qui sont traités dans des chapitres spécifiques). Ici se trouvent toutes les précautions à prendre lors du transport de marchandises, en conteneurs ou en vrac, ainsi que les façons sûres de les attacher. Cette partie recommande aux navires transportant du grain de se conformer au international Grain Code.
- Chapitre VII : Transport de marchandises dangereuses.
  - Partie A: transport de marchandises dangereuses sous forme de paquet; dans cette sous-partie se trouvent toutes les réglementations concernant le marquage de ces paquets. Les gouvernements sont renvoyés au code IMDG
  - Partie A1: Concerne le transport de marchandises dangereuses sous forme solide en vrac; on y trouve les règlements concernant la séparation des marchandises, régulées suivant les incidents que cela peut causer.
  - Partie B: couvre la construction et l'équipement de navire transportant des produits chimiques liquides en vrac et requérant des citernes chimiques afin d'être conforme au code IBC (International Bulk Chemical)
  - Partie C: couvre la construction et l'équipement de navires transportant du gaz liquide en vrac, afin d'être aux normes du code IGC (International Gaz Carrier)
  - Partie D: contient les exigences spéciales pour le transport de combustible nucléaire irradié, et recommande aux navires transportant ces produits de suivre l'INF code[3].
- Chapitre VIII : Navires à propulsion nucléaire.

Concerne les navires utilisant le nucléaire comme système de propulsion, ainsi que les risques de radiation qui y sont liés.
- Chapitre IX : Gestion de la sécurité des opérations du navire.

Ce chapitre oblige l'utilisation du code ISM (Code ISM).
- Chapitre X : Mesures de sécurité pour les navires à grande vitesse. (Code HSC)

Ce chapitre oblige le respect du code HSC (High-speed craft)
- Chapitre XI-1 : Mesures spéciales pour améliorer la sécurité maritime.

Ce chapitre énonce les recommandations aux autorités responsable des inspections.
- Chapitre XI-2 : Mesures spéciales pour améliorer la sûreté maritime. (Code ISPS)

Cette partie concerne la sûreté à bord du navire ainsi que celle des installations portuaires. Elle rappelle aussi l'importance du capitaine et sa responsabilité vis-à-vis de ce problème, et rappelle que lui seul a le pouvoir de prendre des décisions sur ce sujet.
- Chapitre XII : Mesures de sécurité additionnelles pour les navires transportant des marchandises en vrac.

Ce chapitre comprend des réglementations particulières pour ces types de navires mesurant plus de 150 m de long.
- Chapitre XIII : Mesures applicables pour la navigation dans les zones polaires.